# 红秆凤尾蕨
红秆凤尾蕨（学名：Pteris amoena），为凤尾蕨科凤尾蕨属下的一个植物种。